# Frans Masereel
Frans Masereel (* 30. Juli 1889 in Blankenberge; † 3. Januar 1972 in Avignon) war ein bedeutender belgischer Grafiker, Zeichner und Maler sowie Pazifist.

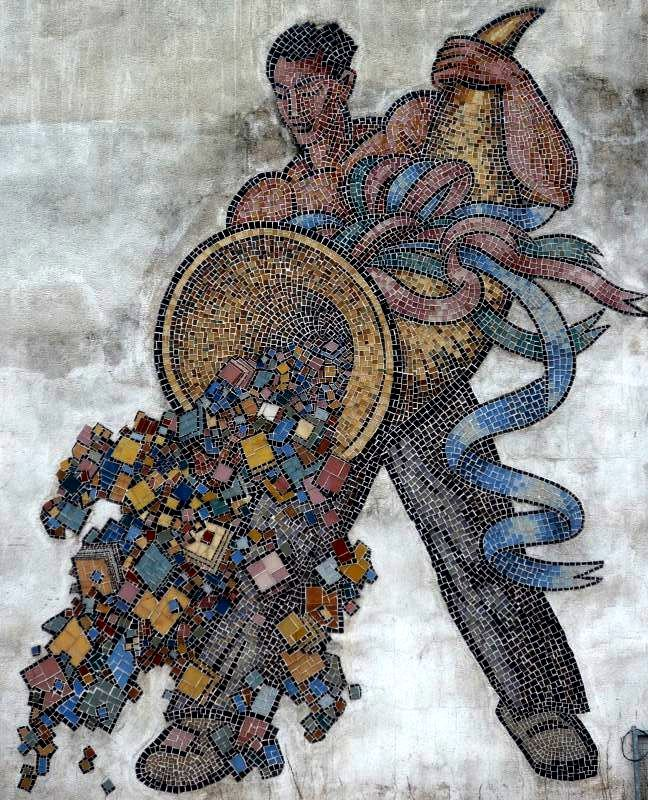
Mosaik von Frans Masereel an einem Werksgebäude von Villeroy & Boch in Mettlach

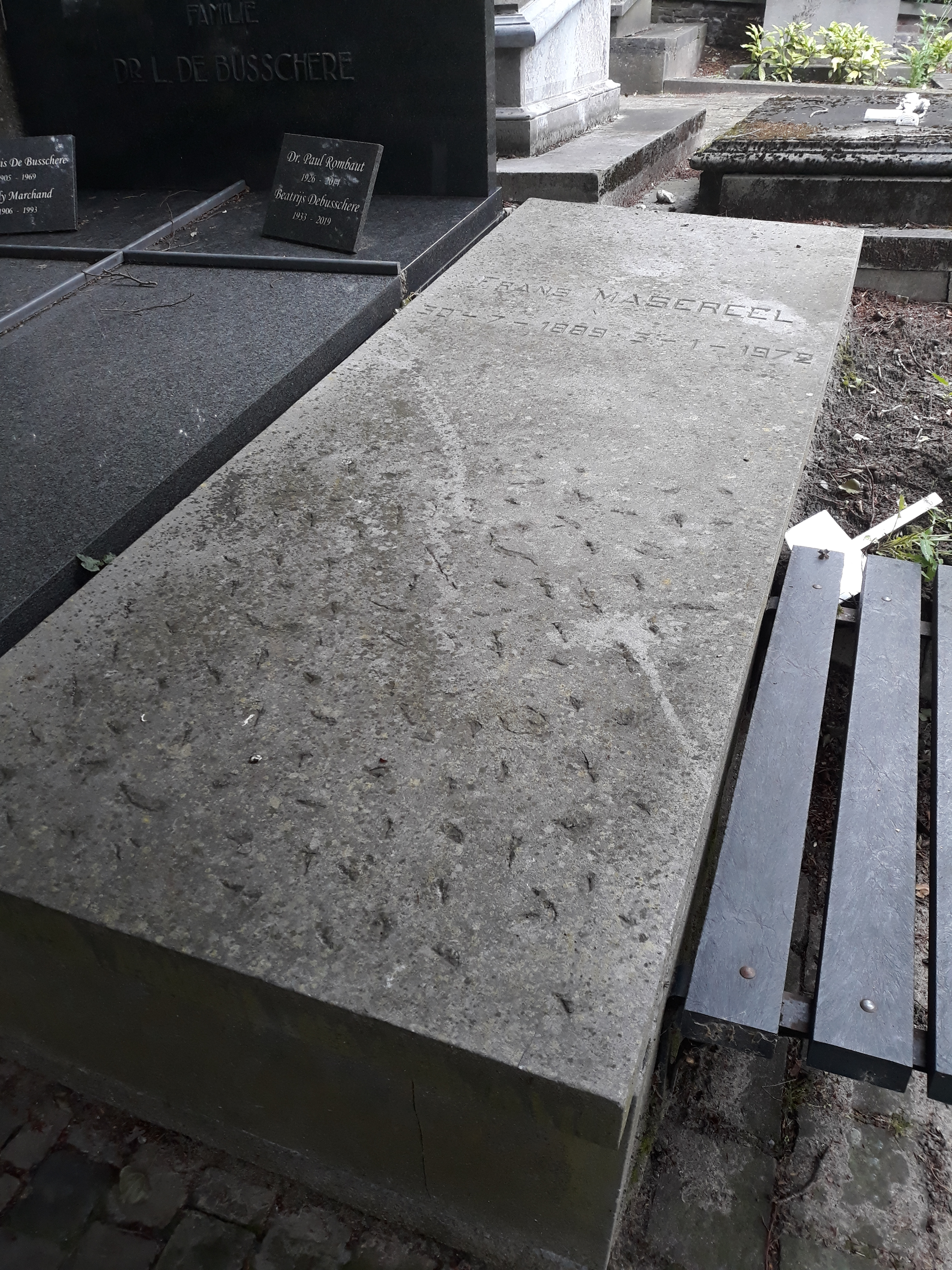
Das Grab von Frans Masereel auf dem Campo Santo Sint-Amandsberg in Gent

## Leben
Masereel verbrachte seine Kindheit in seiner Geburtsstadt an der belgischen Küste. Er zeigte schon früh musische Talente. Von 1907 bis 1908 besuchte er die Kunstakademie in Gent. 1910 siedelte er mit Pauline Imhoff, seiner späteren Ehefrau, nach Paris über, 1915 in die Schweiz. Dort trat er dem Internationalen Roten Kreuz in Genf bei und schloss sich dem Kreis der Pazifisten um Henri Guilbeaux und Romain Rolland an. Stefan Zweig wurde sein Freund, der ihn u. a. mit Kasimir Edschmid, Rilke, Hermann Hesse, Theodor Däubler und Sternheim bekannt machte.
Erste Radierungen und Holzschnitte von Masereel waren schon ab 1913 in einigen Zeitschriften erschienen, aber erst in der Schweiz erreichte er ein größeres Publikum. Die Zeitschriften demain, les tablettes und vor allem die Zeitung la feuille veröffentlichten seine Zeichnungen und Holzschnitte, alleine la feuille nahezu tausend Antikriegszeichnungen. Er erlangte Bedeutung für die französischen und deutschen pazifistischen Publikationen während des Ersten Weltkriegs und danach.
Ab 1917 entstanden die ersten Linol- und Holzschnittfolgen und Bildromane – eine völlig neue Ausdrucksform – sowie Illustrationen für Bücher. Zunächst im Selbstverlag und kleineren Verlagen veröffentlicht, engagierten sich bald etablierte Häuser für Masereels Werke, insbesondere Kurt Wolff in München. Seine Bildgeschichten, etwa Mein Stundenbuch und Die Sonne, fanden mit Auflagen von 100–150.000 eine weite Verbreitung in Deutschland. So wurde Masereel in der Zwischenkriegszeit einer der berühmtesten Holzschneider und Zeichner, der vielseitige Freundschaften und Bekanntschaften pflegte, darunter Persönlichkeiten wie Romain Rolland, Stefan Zweig, Hermann Hesse, Klaus Mann, Thomas Mann, Carl Sternheim und Thea Sternheim, Henry van de Velde, George Grosz, Kurt Tucholsky, Bertolt Brecht. Einen Überblick über seine zahlreichen Beziehungen gibt die Broschüre Frans Masereel und seine Freunde.
Ausstellungen zum Thema Buchillustrationen dokumentieren Masereels Bedeutung auch in der Nachkriegszeit.
Nachdem sich Masereel ab 1922 wieder in Paris niedergelassen hatte, wandte er sich verstärkt der Malerei zu. Inspiriert durch die Pariser Atmosphäre entstanden zunächst seine berühmten Aquarelle, die das nächtliche Paris widerspiegeln, etwa Rue, la nuit, Sur le trottoir und Jazz nègre. Erste Ausstellungen bei Joseph Billiet in Paris erregten großes Aufsehen. Im Küstenort Equihen, nahe Boulogne-sur-Mer, kauften die Masereels 1924 ein Fischerhäuschen. Dort verbrachte Masereel bis 1939 regelmäßig die Sommermonate und wandte sich zunehmend der Ölmalerei zu. In drei Jahren entstanden dort rund 100 Bilder, mit denen er als Maler international bekannt wurde. In den Jahren 1929 und 1930 erreichte er den Höhepunkt seines Könnens mit monumentalen Bildnissen wie Femme assise, L'Accordéoniste und Seestücken. Die erste Retrospektive in der Kunsthalle Mannheim 1929 mit 200 Werken bedeutete für Masereel den Höhepunkt seiner künstlerischen Karriere. Es folgten 11 weitere Einzelausstellungen, sodass 1930 eine Art Masereel-Jahr wurde.
Masereels Werke galten den Nationalsozialisten als „entartet“, und 1937 wurde im Rahmen der deutschlandweiten konzertierten Aktion „Entartete Kunst“ eine Vielzahl seiner Arbeiten nachweislich aus dem Städtischen Kunsthaus Bielefeld, dem Herzog Anton Ulrich-Museum Braunschweig, dem Schlesischen Museum der Bildenden Künste Breslau, der Städtischen Kunstsammlung Chemnitz, den Kunstsammlungen der Stadt Düsseldorf, der Städtischen Kunstsammlung Gelsenkirchen, dem Pfälzischen Gewerbemuseum Kaiserslautern, dem Städtischen Kunsthaus Kassel, dem Museum Behnhaus Lübeck, dem Städtischen Museum Mainz, der Städtischen Kunsthalle Mannheim und der Städtischen Bildergalerie Wuppertal-Elberfeld beschlagnahmt.
1940 flohen die Masereels aus Paris in den Süden Frankreichs: Aufenthalte in Avignon mit Atelier im Papstpalast und später im Département Lot-et-Garonne. Von 1947 bis 1949 arbeitete Masereel an der neugegründeten Staatlichen Schule für Kunst und Handwerk in Saarbrücken. 1949 wurden sie in Nizza sesshaft. Ein Jahr später erhielt Masereel den großen Preis für Grafik der Biennale di Venezia. Auch in den kommunistischen Staaten war er sehr populär: In der Sowjetischen Besatzungszone erschien 1949 das Buch Frans Masereel mit zahlreichen Grafiken des Künstlers. 1957 besuchte er Ost-Berlin anlässlich der Ausstellung in der Deutschen Akademie der Künste, 1958 unternahm er eine Reise nach China (Ausstellung in Peking, Shanghai, Wuhan). Nach dem Tod seiner Frau Pauline heiratete er Laure Malclès, seine langjährige Geliebte. Masereel starb 1972. Er ist begraben auf dem Friedhof von Sint-Amandsberg in Gent.
1951 wurde er Mitglied der Académie royale des Sciences, des Lettres et des Beaux-Arts de Belgique. Eine ausführliche tabellarische Übersicht über Masereels Leben und Werk gibt Paul Ritters Ausstellungsbroschüre zum 100. Geburtstag des Künstlers.

## Wirken
Masereel vertrat in seiner Kunst einen konsequenten Humanismus. Er stellte die Menschen in ihrer Verlorenheit und Verlassenheit in der modernen Zivilisation dar, ohne indessen als Pessimist gelten zu können. Denn gleichzeitig lieferte er Beispiele für Handlungsmöglichkeiten, um dem Menschlichen in einer sich entmenschlichenden Welt den ihm gebührenden Platz zu sichern. Beispiele hierfür sind die 80 Holzschnitte Das Gesicht Hamburgs oder die 100 Holzschnitte des Zyklus Die Stadt (1925). 1919 erschien seine Folge von 167 Holzschnitten Mein Stundenbuch, die in Deutschland 1920 von Kurt Wolff verlegt wurde. 1920 folgte Die Idee, eine allegorische Geschichte in 83 Holzschnitten, die in Deutschland 1959 erschien. Darin geht es um die Vorstellung eines Mannes von einer nackten Frau, die sich dann verselbständigt und ob ihrer Nacktheit in Konflikt mit der Obrigkeit gerät.
Eine Freundschaft verband Masereel mit Henry Gowa, der ihn nach dem Kriegsende nach Saarbrücken holte, wo er von 1947 bis 1951 die Meisterklasse für Malerei an der neugegründeten Schule für Kunst und Handwerk leitete. Frans Masereel regte am 26. September 1953 gemeinsam mit HAP Grieshaber, Erich Heckel, Gerhard Marcks, Ewald Mataré, Otto Pankok, Max Pechstein, Karl Rössing und anderen in Zürich an, die XYLON Societé Internationale des Graveurs sur Bois zu gründen. Diese Gründung der Internationalen Vereinigung der Holzschneider XYLON wurde beschlossen und Masereel war ihr erster Präsident. 1956 schuf er ein weiteres großes Holzschnittwerk, 100 Blätter unter dem Titel Mijn Land. 1964 erhielt Masereel den Kulturpreis des Deutschen Gewerkschaftsbundes. Das Klingspor-Museum in Offenbach am Main zeigte 1977 eine Ausstellung unter dem Titel Frans Masereel und seine Freunde. Die Ausstellung zeigte eine Zusammenschau des Werks von Masereel und des geistigen Hintergrunds, vor dem es entstand.

## Museen und öffentliche Sammlungen mit Werken (unvollständig)
- Altenburg/Thür., Lindenau-Museum
- Berlin, Kupferstichkabinett
- Bremen: Kunsthalle Bremen
- Chicago, Art Institute Chicago[14]
- Den Haag, Gemeendemuseum
- Dresden, Kupferstichkabinett[15]
- Hannover, Sprengelmuseum[16]
- Mannheim, Kunsthalle Mannheim
- Marburg: Museum für Kunst und Kulturgeschichte der Philipps-Universität Marburg
- München, Lenbachhaus[17]
- New York, Metropolitan Museum of Art[18]
- Nürnberg, Germanisches Nationalmuseum[19]
- Washington, National Gallery of Art[20]

## Buchillustrationen
- Charles de Coster: Die Geschichte von Ulenspiegel und Lamme Goedzak. Verlag Volk und Welt, Berlin 1951.
- Romain Rolland: Pierre und Luce. Rütten & Loeninge, Berlin, 1960 (sechzehn Holzschnitte)
- Karl Marx, Friedrich Engels: Manifest der Kommunistischen Partei. Dietz-Verlag, Berlin 1973, ISBN 978-3-320-00280-0
- Lew Tolstoi: Herr und Knecht. Verlag Rütten & Loening, Berlin 1978.

## Dokumentarfilm
1961 entstand unter der Regie von Joop Huisken bei der DEFA unter dem Titel Frans Masereel ein 17-minütiger Dokumentarfilm, der den Künstler porträtiert.